# Peter Van de Veire
Peter Van de Veire (Eeklo, 1 december 1971), voluit Peter Maurits Marie Van de Veire, is een Belgische dj, presentator en zanger.

## Biografie
Als negenjarige jongen genoot Van de Veire al van het applaus van een toneelstuk bij de Chiro, waarna hij op 15-jarige leeftijd groepsleider werd van de Chiro "Dakan" en de "Speelpleinwerking VP". Hij bracht zijn jeugd door in het Meetjeslandse Waarschoot en studeerde Latijn-Wiskunde aan het Sint-Vincentiuscollege te Eeklo, dat later fuseerde met College Onze-Lieve-Vrouw ten Doorn. In zijn jeugd was hij vaak in het zwart gekleed en leadzanger van de punkrockband "The Uglies". Met deze band bracht hij onder andere de ep "Ooi!" uit. Van de Veire behaalde een bachelordiploma communicatiemanagement aan de Gentse hogeschool HIBO.
Van de Veire begon aanvankelijk als stofzuigervertegenwoordiger bij Euroqueen en marketingassistent bij Aries in Sint-Niklaas. Pas in 1993 zette hij zijn eerste stappen in de mediawereld bij de regionale zender AVS en later als radiomaker bij Studio Brussel. Sindsdien is hij veel te zien in tal van programma's, shows en series zowel op televisie als op de radio.
Sinds 2007 combineert Van de Veire radio met televisiewerk voor Eén en SBS.

### Les Flamands
In 2018 richtte hij samen met Miguel Wiels en Niels Destadsbader "Les Flamands" op. Les Flamands is een creatief huis waar jonge talenten worden begeleid zoals Frances Lefebure en de Vlaamse boysband BOBBY. Eind 2021 stapte Van de Veire uit dit bedrijf.

## Tijdlijn

### Radio
In 1999 deed Van de Veire zijn intrede op de radio. Hij presenteerde voor de allereerste keer bij Studio Brussel in het radioprogramma De Afrekening op zondagochtend. In dit programma verklaarde hij ooit eens als grap dat hij met "pluimen in zijn gat" op de Brusselse Grote Markt zou lopen als het jeugdkoor Scala op nummer 1 eindigt in De Afrekening. Er werd massaal gestemd waarna Scala effectief met deze eer ging lopen, waarbij Van de Veire niet anders kon dan de daad bij het woord voegen. 
In 2002 zette hij een punt achter "De Afrekening" om "De Grote Peter Van de Veire Show" te presenteren met Sofie Lemaire. Na het vertrek van Wim Oosterlinck van Studio Brussel naar Q-music verhuisden Van de Veire en Lemaire in april 2006 samen naar de ochtend, getiteld De Grote Peter Van de Veire Ochtendshow. Dit zou uiteindelijk (bij Studio Brussel) duren tot de zomervakantie van 2008.
Van 19 december tot 24 december 2006 lanceerde hij in Leuven het nieuwe radio-evenement Music For Life en zat hij een week lang zonder eten in het Glazen Huis op het Martelarenplein om samen met Tomas De Soete en Christophe Lambrecht 24 uur per dag radio te maken en geld in te zamelen voor slachtoffers van landmijnen. Deze actie bracht 2.419.426 euro op.
In oktober 2007 had Van de Veire zich verschanst in "een hol". Wie hem kon vinden, kreeg een beloning van 7500 euro. Van de Veire werd uiteindelijk na drie dagen gevonden door een delegatie van Chiro Sint-Jan in het huis van Chris Dusauchoit nabij het kasteel van Horst in Holsbeek.
Er kwam een tweede editie van Music For Life van 19 tot 24 december 2007. De opbrengst van deze actie ging opnieuw naar het Rode Kruis, dit keer om iets te doen aan het tekort aan drinkbaar water. Van de Veire zat ook dit jaar opnieuw in het Glazen Huis (samen met Tomas De Soete en Siska Schoeters) en het werd een succes, de actie bracht 3.353.568 euro op.
In de nacht voor de Valentijnsdag van 2008 werd de "Grote 'Bed In' met Peter en Sofie" georganiseerd in het Concertgebouw van Brugge. Van middernacht tot 9.00 uur deelden Van de Veire, Sofie Lemaire en 50 koppels het bed in de foyer van het Concertgebouw.
Van de Veire maakte de Nederlandse zanger Henkie met bijbehorend nummer Lief klein konijntje immens populair in België. Het nummer stond zelfs op nummer 1 in de Vlaamse Ultratop 50. Na het succes van Henkie kon een opvolger niet uitblijven. Het tweede "toeterliedje" dat werd gepromoot door Van de Veire was Boten Anna van Basshunter, een Zweeds liedje over een jongen die verliefd is op een IRC-bot.
Eind augustus 2008 werd bekend dat Van de Veire niet zal terugkeren naar Studio Brussel. Hij werkte toen in alle stilte aan de oprichting van een nieuw VRT-radiomerk.
Op 5 januari 2009 was Van de Veire de eerste stem op het nieuwe radiostation MNM. Hij zet mee de creatieve lijn uit en is er elke werkdag te horen in de ochtend. Voor de eerste versie van de Grote Peter Van de Veire Ochtendshow bij MNM deed Van de Veire een beroep op de stemmen van Lieselot Ooms en Gunter Tire.
Van september 2009 tot het einde van dat jaar presenteerde hij op woensdag van één tot vier de Peter Houdt Van Je Show bij MNM. In dit programma belde hij met luisteraars.
Van 4 januari 2010 tot juni 2012 presenteert hij de ochtendshow met Eva Daeleman. Vanaf 27 augustus 2012 begon Van de Veire weer aan zijn ochtendprogramma met de nieuwe stem Nasrien Cnops.
Van 11 tot 18 juni 2012 presenteerde Peter Van de Veire 185 uur lang non-stop zonder te slapen (hij mocht per uur 5 minuten slapen en kon die minuten ook opsparen) op MNM. Hiermee verbeterde hij het wereldrecord, dat tot dan toe op naam van een Italiaanse radio-dj stond, met twee uur. Intussen heeft de Nederlandse dj Giel Beelen van 3FM dat record opnieuw verbroken. Hij haalde 198 uur.
Marathonradio is sinds 2012 een steunactie voor studenten én een begrip tijdens de examenperiode. In 2013, 2014, 2015 en 2016 presenteerde hij het programma met afwisselende dj's in de studio in Brussel. In 2017 verhuisde het project naar het Marathonradiohuis in Leuven. Op die manier kon er tussen de studenten radio gemaakt worden. Tijdens de editie van 2017 kwam Koning Filip het project bezoeken.
Na de zomerstop van 2014 stopte Nasrien Cnops als sidekick in de Grote Peter Van de Veire Ochtendshow. Vanaf september 2014 presenteert Van de Veire elke weekochtend met Julie Van den Steen.
In februari 2015 vestigde Van de Veire opnieuw een radiorecord. Samen met Eva Daeleman verbrak hij het Wereldrecord Langste Radio-Uitzending Met Duopresentatie. Het duo deed dat tijdens De Langste Liefde; een show waarbij ze 100 uur lang de liefdesverhalen van de luisteraar verzamelden.
In 2016 vierde hij "10 Jaar Samen". Zijn ochtendshow liep toen exact 10 jaar. Hij maakte een week radio met al zijn (ex-) sidekicks en hij ging toen met luisteraars letterlijk de lucht in.
In 2017 liet Van de Veire weten dat hij nog een "onbestemd" aantal jaar doorgaat met zijn ochtendshow op MNM.
In 2018 nam hij opnieuw deel aan Marathonradio in Leuven, net als in 2019.
Ook in 2020 gaat- ondanks de coronacrisis- marathonradio door, in de studio van MNM.
In 2021 is Van de Veire opnieuw terug te vinden in het radiohuis in Leuven, om de studenten te steunen.
Op 2 december 2021 maakte Van de Veire bekend dat hij zal stoppen als dj bij MNM (radio). Zijn laatste uitzending van de Grote Peter Van de Veire Ochtendshow vond plaats op vrijdag 1 april 2022. Op zaterdag 2 april is echter nog een groot afscheidsfeest doorgegaan in het Sportpaleis. Vanaf januari 2023 presenteert hij het nationale ochtendprogramma 'Goeiemorgen morgen' op Radio2 met Kim Van Oncen als sidekick.

### Televisie
Zijn carrière in de media begon in 1993 bij de regionale televisie-omroep AVS, waar hij redactiewerk deed en reportages maakte. Vanaf 1 december 1997 stapte hij over naar de Vlaamse openbare jeugdzender Ketnet om er Studio.KET te presenteren, een eerste duidingsprogramma en de voorloper van "Karrewiet". In mei 1999 stopte Studio.KET wegens te lage kijkcijfers. Hij werkte vanaf 30 augustus 1999 nog mee aan "Mijn Gedacht" én ontwikkelde een paar typetjes voor Ketnet: "Prof. Doc. Herman" én "Eddy Ready".
In het eerste deel van de nillies werkte hij even voor "Kwesties"; een reportageprogramma voor Canvas en maakte hij het satirisch programma "Verdeel En Heers". Intussen is hij ook occasioneel reporter voor "Vlaanderen Vakantieland".
In 2000 had hij een gastrol in W817 waar hij een homoseksuele agent speelde. Hij wandelde de toilet van de luchthaven binnen en probeerde Tony, het vriendje van Steve, te versieren. Peter Van de Veire was niet in de aftiteling, maar bekende het ooit op de radio.
In 2007 presenteerde Van de Veire op Eén De Provincieshow. Hierin ging Eén op zoek naar de muzikaalste provincie van Vlaanderen. De winnaar werd de provincie Antwerpen.
Op 30 januari 2008 presenteerde hij samen met Evy Gruyaert de uitreiking van de MIA's. Hij presenteerde het programma daarna nog een paar keer.
In het najaar van 2008 ontwikkelde Van de Veire een eigen muziekshow op Eén, Peter Live, dat liep op vrijdagavond. Er werden 3 seizoenen gemaakt: 2008, 2009 en 2010. Het programma sneuvelde tijdens de besparingsronde op VRT.
In het najaar van 2011 presenteerde Van de Veire een nieuw showbizzprogramma: Vrienden Van de Veire.
In 2013 nam hij samen met vriend en modekenner Jani Kazaltzis deel aan Beste Vrienden op de Azoren. In het najaar van 2013 presenteert hij op Eén Sing that song; een meezingshow met bekende artiesten.
In 2014 presenteerde hij samen met Eva Daeleman Eurosong. Dit duo gaf ook verslag bij het Eurovisiesongfestival van dat jaar.
In 2015 presenteerde Van de Veire in de zomer het muziekprogramma op Eén, Pop up live.
In 2016 presenteerde Van de Veire Eurosong én het jaaroverzicht van MV Van Het Jaar.
In het najaar van 2017 presenteerde hij samen met Danira Boukhriss het vernieuwde Steracteur Sterartiest.
In 2018 presenteerde hij de slotshow Iedereen Tegen Kanker én Iedereen Feest op Eén. Hij produceerde ook het de Sportpaleisconcerten van Niels Destadsbader. 
In 2019 presenteerde hij de MIA's voor de 5de keer. Net als in 2008, 2009, 2012 en 2015. Ook in 2019 presenteerde hij op VIER en RTL 4 De Battle. In vier afleveringen gingen Gert Verhulst en James Cooke uitdagingen aan tegen de Nederlanders Katja Schuurman en Najib Amhali. In 2019 had hij ook een cameo in F.C. De Kampioenen 4: Viva Boma.
In 2020 presenteerde hij op VIER Het Rad, een nieuwe versie van het Rad van Fortuin. Hij tekende toen ook een contract bij het moederbedrijf van VIER, SBS Belgium. Voor VIER wordt hij in 2021 presentator van Big Brother. In 2023 presenteert hij dit niet, omdat hij het te druk heeft met andere presentatieklussen, zoals Eurosong. Dit seizoen wordt daarom overgenomen door Tatyana Beloy.

## Carrière

### Radiopresentator
- 1999-2002: De Afrekening op zondagochtend bij Studio Brussel.
- 2002-2008: De Grote Peter Van de Veire Show bij Studio Brussel (met Sofie Lemaire). (Eerst in de middag, vanaf april 2006 in de ochtend; De Grote Peter Van de Veire Ochtendshow)
- 2009-2022: De Grote Peter Van de Veire Ochtendshow bij MNM (vanaf maandag 5 januari 2009).
- 2023-heden: goeiemorgen morgen, de ochtendshow bij Radio 2 met Kim Van Oncen.

### Televisiepresentator
- Evenementen en MC op feesten
- 2008–2010: Peter Live
- 2011–2012: Vrienden Van de Veire
- 2020: Het Rad
- 2023: Night of the Proms Summer Edition, in opvolging van Bart Peeters.[16]

### Eurovisiesongfestival
- 2012/2015: "Mister Eurovision" van Vlaanderen van het Eurovisiesongfestival voor Eén vanuit Brussel.
- 2016: Commentaar in Stockholm bij de halve finales én de finales.
- 2016: Stockholm voor reportages en ochtendradio te maken getiteld "Radio Stockholm" voor radio MNM.
- 2017-heden: Als vliegende reporter en verslaggever in onder andere Kiev (2017), Lissabon (2018) en Tel Aviv (2019).

### Programma's
- 2001: Vlaanderen vakantieland - als reporter
- 2009: Zonde van de zendtijd - als zichzelf
- 2009, 2018, 2019: De Slimste Mens ter Wereld - als kandidaat
- 2010: Goeie vrijdag - als zichzelf
- 2010–2014: De Klas van Frieda - als kandidaat
- 2012: Villa Vanthillt - als gast
- 2014: Tegen de sterren op - als zichzelf
- 2014: Geubels en de Belgen - als zichzelf
- 2015: Beste Kijkers - als kandidaat
- 2018: De Slimste Mens ter Wereld op VIER - als kandidaat
- 2018–2020: Gert Late Night - als gast
- 2019: Van Algemeen Nut - als zichzelf
- 2019: Twee tot de zesde macht - als kandidaat
- 2019: Wat een jaar - als kandidaat
- 2019: Donderen in Keulen - als kandidaat
- 2019: BEAU - als zichzelf
- 2022: Vrede op Aarde - als gast
- 2022: De Allerslimste Mens ter Wereld 2022 - als kandidaat
- 2024: Kamp Jeroom - als medekandidaat Steven Van Herreweghe

## Filmografie

### Gastrollen
- 2000: Curieuzeneuze - als professor doc. Herman
- 2000: W817 - als homoseksueel agent
- 2010: Zot van A. - als zichzelf
- 2018: Ralph Breaks the Internet - als J.P. Spamley (stem)
- 2019: F.C. De Kampioenen 4: Viva Boma - als vriend Ronald

### Musicals
- 2016: speelt de kampleider Coenraad Bolders in de Ketnetmusical Kadanza Together.

## Muziek

### Liveshow's
- Samen met Miguel Wiels en Niels Destadsbader had Van de Veire een podiumproject. Sinds 2011 toerden ze rond met Café flamand, een wervelende live performance met Nederlandstalige hits uit Vlaanderen en Nederland. Dit project is voor onbepaalde tijd in de frigo gestopt.
- Samen met Wiels organiseerde hij elk jaar de liveshow Het Grootste Café
- 2008: als tegenprestatie voor het verliezen van een weddenschap moest Miguel Wiels in een roze maillot het podium op tijdens het rechtstreekse programma van Peter Live.
- 2016: Liveshow in de Ethias Arena in Hasselt.

### Diskjockey (DJ)
- Fuiven en party's met DJ Gerrit Kerremans, ook wel gekend als Gerrit K.
- De afrekening van Studio Brussel (Afrekeningfuiven).
- De Peter Van de Veire Love Show.
- Kleinschaliger dj-project "NO DJ!"

## Discografie

### Mini-albums (EP's)
- Jaren 90: The Uglies met "Ooi!".
- Jaren 90: The Uglies met "Voor Vaderland En Koningshuis".

### Singles
- 2008: Neem Me Mee (Gouden plaat met 10.000 verkochte exemplaren en de opbrengst hiervan ging naar "SOS Kinderdorpen").
- 2014: Als pseudoniem "Marco Tornado" een ode aan Sabine Hagedoren getiteld "Oh Sabine!"
- 2016: Als "DJ Knuffel" met "I Wanna Knuffel".
- 2017: Als "Ronny Dab" met "Doe die dab (Alles kapot)".
- 2017: Samen met Julie Van den Steen de song "Koud he".
- 2019: Dans DJ Dans! met De Grote Peter Van de Veire Ochtendshow.
- 2020: We Springen rond met De Grote Peter Van de Veire Ochtendshow.

## Privé
Van de Veire is opgegroeid als enig kind in het gezin. Hij is getrouwd met kinderpsychiater Ilse Van Loy waarmee hij een zoon heeft. Van de Veire heeft ook nog drie dochters uit zijn vorige relatie.

### Zaak-Eveline
In 2020 werd Peter Van de Veire samen met Stan Van Samang en Sean Dhondt slachtoffer van catfishing. Er verschenen van hem zelf opgenomen naakte privé-opnames ongewild verspreid op het internet. Ze waren oorspronkelijk gericht tot "Eveline", die achteraf een jongeman uit Gent bleek te zijn. De dader gebruikte foto's en filmpjes van een Australisch model om de heren tot zich te winnen. Van de Veire zei het volgende hierover "Je vindt me een crimineel? Een pervert? Een viezerik? Ga vandaag voor je spiegel staan. Kijk lang. Want jij wou toch die beelden zien? Ook een beetje pervers. Jij wou die doorsturen naar iedereen die je kent. Wel, dat was pas echt crimineel."
Later in een interview blikt ook zijn vrouw Ilse terug op deze gênante momenten in hun leven en zei ze "Uiteraard zijn er moeilijke gesprekken geweest, maar ondertussen maak ik weleens een mopje over wat ons overkomen is".

## Nominaties
- 2008: Radiovisie voor beste presentator (winnaar Guy De Pré voor Radio 2).
- 2008: Vlaamse Televisiester in categorie beste presentator/presentatrice (winnaar Erik Van Looy).

## Prijzen en erkenningen
- 2006: Radiopersoonlijkheid Van Het Jaar door de radio-organisatie Radiovisie.
- 2007: Humo’s Pop Poll de Luxe voor beste presentator.
- 2007: Humo’s Pop Poll de Luxe voor beste radioprogramma voor De Grote Peter Van de Veire Ochtendshow (Studio Brussel).
- 2007: Verkozen tot Radiopersoonlijkheid Van Het Jaar door de radio-organisatie Radiovisie.
- 2007: Knack tot Mens Van Het Jaar voor verdienste op mediavlak.
- 2008: Verkozen tot Radiopersoonlijkheid Van Het Jaar door de radio-organisatie Radiovisie.
- 2008: Humo’s Pop Poll de Luxe voor bekwaamste radiofiguur (bij Studio Brussel).
- 2008: Humo’s Pop Poll de Luxe voor beste radioprogramma voor De Grote Peter Van de Veire Ochtend-show.
- 2008: Prijs voor de meest favoriete radiostem (bij Radio Donna).
- 2010: Gouden flip van de Jommekeskrant (het Nieuwsblad) categorie beste presentator (bij Één).
- 2016: Prijs van de lezers van Trends voor "Best Geklede Man" in categorie Daring.
- 2016: Populairste Radio-DJ tijdens show van Story.
- 2017: Ppnieuw tot populairste Radio-DJ tijdens show van Story.
- 2018: Voor de derde keer op rij de populairste Radio-DJ tijdens show van Story.
- 2018: Grote Peter Van de Veire Ochtendshow de populairste radioshow volgens de lezer van Humo.
- 2018: De grote winnaar van De Slimste Mens ter Wereld 2018 op VIER.